# Praça de Touros de Viana do Castelo
A Praça de Touros de Viana do Castelo foi uma antiga Praça de touros situada na cidade de Viana do Castelo.
Nos primeiros anos era conhecida como "Redondel da Argaçosa".

## História
A primeira tourada que se realizou em Viana do Castelo foi em 1871, com a instalação da primeira praça de touros, ainda de madeira, e integrada nas festas da Senhora d'Agonia.
Em 1949 foi construído o edifício definitivo, pela Empresa da Praça de Touros, formada por 32 sócios. A nova praça era composta por 4900 lugares e 18 camarotes, dispondo mesmo de uma pequena capela no interior.
Depois de alguma actividade inicial, o número de espectáculos foi diminuindo. A partir dos anos 90 do século XX, passou a receber apenas uma tourada por ano, por ocasião da Romaria d'Agonia.
A Câmara de Viana do Castelo adquiriu a Praça de Touros em 27 de Janeiro de 2009, pelo preço simbólico de 5127,74 euros.

## Projetos Futuros

### Projeto de 2009
Em 2009, intenção era criar um Centro ou Museu da Ciência Viva, semelhante ao Museu do Homem existente na Corunha. Porém, esta ideia seria abandonada meses mais tarde, já com o também socialista José Maria Costa na liderança da autarquia.

### Projeto de 2010
Em 2010 foi decidido instalar na praça o Centro do mar. Mas “após estudos aprofundados”, a hipótese também não vingou e esse investimento foi realizado no antigo navio-hospital Gil-Eannes.

### Projeto de 2012
Em 2012, foi anunciado que a antiga Praça de Touros poderia ser convertida, através de um investimento privado, num espaço de restauração e actividades náuticas.

### Projeto de 2014
Em 2014, o movimento pró-touradas "Vianenses pela Liberdade" anunciou que iria apresentar na Assembleia Municipal uma proposta de aquisição da praça de touros da cidade.
Em novembro de 2014, Câmara de Viana do Castelo decidiu fazer um estudo, para saber se a Praça de Touros pode ser recuperada ou se a adaptação a novas funções, ainda por definir, obrigará à demolição do edifício.
Em dezembro de 2014, foi anunciado que a antiga praça de touros vai ser transformada em pavilhão desportivo. A antiga arena vai ser transformada num espaço polivalente para a prática de várias modalidades, em simultâneo, como ginástica, esgrima, voleibol, patinagem artística, hóquei em patins e basquetebol. A reconversão orça em cerca de três milhões e meio de euros, devendo ser lançada a concurso público em 2017, tendo o projeto sido aprovado em reunião de câmara por unanimidade em 3-8-2017.
O projecto, embora a autarquia afirmasse que seria efectuado pela própria Câmara Municipal, foi entregue ao Arq. Branco Cavaleiro, não sendo necessário a execução de um concurso publico como seria expectável. Sendo que essa forma de selecção de trabalho é adversa ao método de funcionamento da Câmara Municipal, de modo que o ultimo concurso de ideias "fazer acontecer a regeneração urbana" não teve qualquer tipo de resultados práticos na elaboração do planeamento urbano.

### Projeto de 2016
Em novembro de 2016, foi anunciado na imprensa que a Câmara Municipal de Viana do Castelo vai transformar a praça de touros da cidade num “Campus Desportivo” que prevê a transformação do recinto e da zona envolvente. O projeto de reconversão da antiga praça de touros constitui um investimento inicialmente previsto de 2,5 milhões de euros na transformação da antiga arena num espaço multiusos que vai a concurso em setembro de 2017 e que inclui a construção de um corredor exterior a dez metros de altura, com 200 metros de extensão e uma vista panorâmica no topo da praça de touros.
A infraestrutura poderá ser utilizada para a prática de atletismo e caminhadas e também será coberta para que possa ser usufruída durante todo o ano. O projecto “Praça Viana” está integrado no Plano Estratégico de Desenvolvimento Urbano, candidatado ao programa comunitário do Portugal 2020 e prevê a criação de áreas desportivas, espaços de apoio, bancadas e uma zona de restauração com vista para o rio Lima. No espaço envolvente à praça de touros serão ainda construídos equipamentos para a prática de desporto. A futura “Praça Viana” será gerida pela Escola Desportiva de Viana, instituição que tem mais de 1.300 atletas inscritos.
Em fevereiro de 2018, foi anunciado que as obras arrancariam em Junho e iriam ser investidos 3,5 milhões de euros.
O concurso público encerrou sem qualquer proposta. A anulação do procedimento concurso foi aprovada, por unanimidade, em reunião ordinária do executivo municipal. A autarquia pretende lançar novo concurso com um valor mais elevado.
Em Junho de 2019, o presidente da Câmara de Viana do Castelo disse que a reconversão da antiga praça de touros da cidade em 'campus' desportivo começaria em janeiro de 2020, sendo que até final de julho de 2019 avançará o novo concurso público.
Em 19 de setembro de 2019, a Câmara de Viana do Castelo aprovou por unanimidade a demolição “praticamente integral” da antiga praça de touros por considerar ser a “opção técnica e economicamente viável” para a reconversão do imóvel em campus desportivo.
Em 3 de dezembro de 2020, a Câmara aprovou por unanimidade a adjudicação da empreitada de reconversão da antiga praça de touros em ‘campus’ desportivo à empresa Baltor, por 3.669.123,10 euros. A intervenção arrancou em 15 de março de 2021.
O projeto da reconversão é da autoria do arquiteto Rui Cavaleiro. No novo edifício Permanecem alguns elementos da antiga praça, com um ar mais contemporâneo, mas que permitem perceber que existia ali um edifício com história. A primeira fase da obra prevê a demolição das antigas bancadas.
Em 7 de abril de 2021 começou a demolição da antiga praça.
Em Agosto de 2022, o Tribunal Central Administrativo do Norte rejeitou uma providência cautelar da ProToiro – Federação Portuguesa das Associações Taurinas, legitimando, assim, a demolição. O organismo pedia ao Tribunal que declarasse nulas as decisões do Município, embargasse a obra em curso e procedesse à reposição do património demolido.
O novo espaço, chamado Praça Viana, ficou concluído em fevereiro de 2025 e custou 4.894.362 euros. Os 3.800 metros quadrados e cerca de 65 metros de diâmetro da antiga arena foram transformados numa estrutura multifunções para servir o desporto e os jovens, apta para a prática de várias modalidades em simultâneo como ginástica, esgrima, patinagem artística, hóquei em patins e basquetebol.